# Grigore Alexandrescu
Grigore Alexandrescu (Târgoviște, 1812-Bucarest, 1885) fue un poeta, fabulista y traductor rumano.

## Biografía
Nacido en 1812 en la ciudad de Targovişte, perteneciente al distrito de Dâmbovița, estudió en Bucarest, en el liceo St. Sava y en la pensión Vaillant, luego abrazó la carrera de las armas. Al abandonar el ejército en 1835, comenzó a publicar numerosas sátiras que le valieron varios meses de prisión porque estaban dirigidas contra el gobierno y contra Alexandru Ghica. Ocupó diversas funciones públicas como las censor de prensa en 1847, más tarde director general de los archivos y, más adelante, en 1860, formó parte de la comisión creada en Focșani para la unificación de las leyes de los dos Principados. Falleció en Bucarest en 1885.
Entre sus escritos se encontraron Poesii originale, Elegii şi Fabule (1838), Anul 1840, obra en la que el autor concreta las aspiraciones de Rumania, O impresie (1846) oda al ejército rumano, Memorial de călătorie (1842), Poesit noue si vechi (1842) y Suvenire şi impresii (1847).  Además tradujo las obras de Voltaire Alzire ou les Américains y Mérope, y en 1863 imprimió Meditațiile y en 1863 Poesii diverse. En 1895, el librero Ioan V. Socec publicó una edición completa de las obras de Grigore Alexandrescu.